# سرتس
سرتس (به لاتین: Certers) یک روستا در آندورا با جمعیت ۷۳ نفر است که در سنت حولیا ده لوریا واقع شده‌است.